# بنبان فلوريدا
بنبان فلوريدا (الاسم العلمي: Trachinotus carolinus) (بالإنجليزية: Florida pompano)‏ هو نوع من الأسماك يتبع جنس البنبان من فصيلة الشيميات.